# Vladimir Fjodorov (voetballer)
Vladimir Fjodorov (Russisch: Владимир Иванович Фёдоров) (Ortasaray, 5 januari 1956 - Dnjeprodzerzjinsk, 11 augustus 1979) was een voetballer uit de Sovjet-Unie. Hij was een groot talent wiens carrière abrupt ten einde kwam toen hij onderweg met zijn teamgenoten om het leven kwam bij de vliegtuigbotsing bij Dnjeprodzerzjinsk. Hoewel hij uit de Oezbeekse SSR kwam, was hij van Russische afkomst.

## Biografie
Fjodorov speelde al op 16-jarige leeftijd voor Pachtakor Tasjkent, de enige club uit de Oezbeekse SSR die erin slaagde om ooit in de Sovjet Top Liga te spelen.
Hij speelde achttien wedstrijden voor het nationale elftal en debuteerde op 30 oktober 1974 in een kwalificatiewedstrijd voor het EK 1976 tegen Ierland. In 1976 won hij met de olympische selectie de bronzen medaille op de Spelen in Montreal.